# Jan Reinders
Jannes Hombertus (Jan) Reinders (Groningen, 4 november 1927 – Laren, 5 november 2016) was een Nederlands politicus van de CHU en later het CDA.
Hij was vanaf 1961 werkzaam bij de provinciale griffie van Noord-Holland en was daarnaast vanaf 1966 drie jaar lid van de gemeenteraad van Haarlem. In mei 1969 werd Reinders benoemd tot burgemeester van de Noord-Brabantse gemeente Willemstad en in juni 1977 volgde zijn benoeming tot burgemeester van Boskoop. In oktober 1988 ging hij na veertig jaar in overheidsdienst vervroegd met pensioen. Eind 2016 overleed Reinders op 89-jarige leeftijd.